# Teodoro Mariani
Teodoro Mariani (1882-1916) fue un deportista italiano que compitió en remo. Ganó dos medallas de oro en el Campeonato Europeo de Remo,en los años 1909 y 1911.

## Palmarés internacional
| Campeonato Europeo | Campeonato Europeo        | Campeonato Europeo | Campeonato Europeo |
| Año                | Lugar                     | Medalla            | Prueba             |
| ------------------ | ------------------------- | ------------------ | ------------------ |
| 1909               | Juvisy-sur-Orge (Francia) | Medalla de oro     | Scull individual   |
| 1911               | Como (Italia)             | Medalla de oro     | Doble scull        |